# Didier Début
Jean-Didier Début (Moulins, 4 giugno 1824 – Parigi, 5 aprile 1893) è stato uno scultore francese.

## Biografia

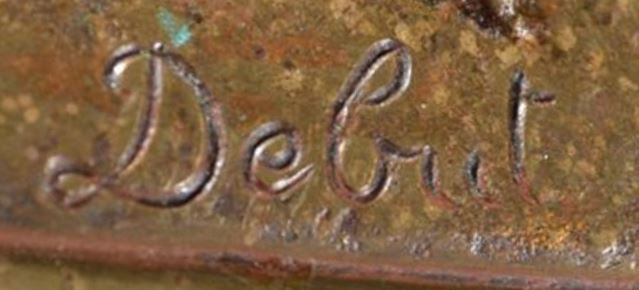
La firma dello scultore

Studente di David d'Angers, Didier Début espose al Salone a partire dal 1848 e arrivò al secondo posto al concorso per il premio di Roma del 1851. Egli partecipò ai grandi cantieri decorativi per i monumenti di Parigi della seconda metà del diciannovesimo secolo, come il municipio, il palazzo Garnier e il tribunale di commercio. Le sue statuette vennero riprodotte sotto forma di bronzetti.
Morì il 5 aprile del 1893 nella sua casa a Parigi, in quai de Béthune. 
Suo figlio, Marcel Début (1865-1933), fu un pittore e uno scultore.

## Opere nelle collezioni pubbliche

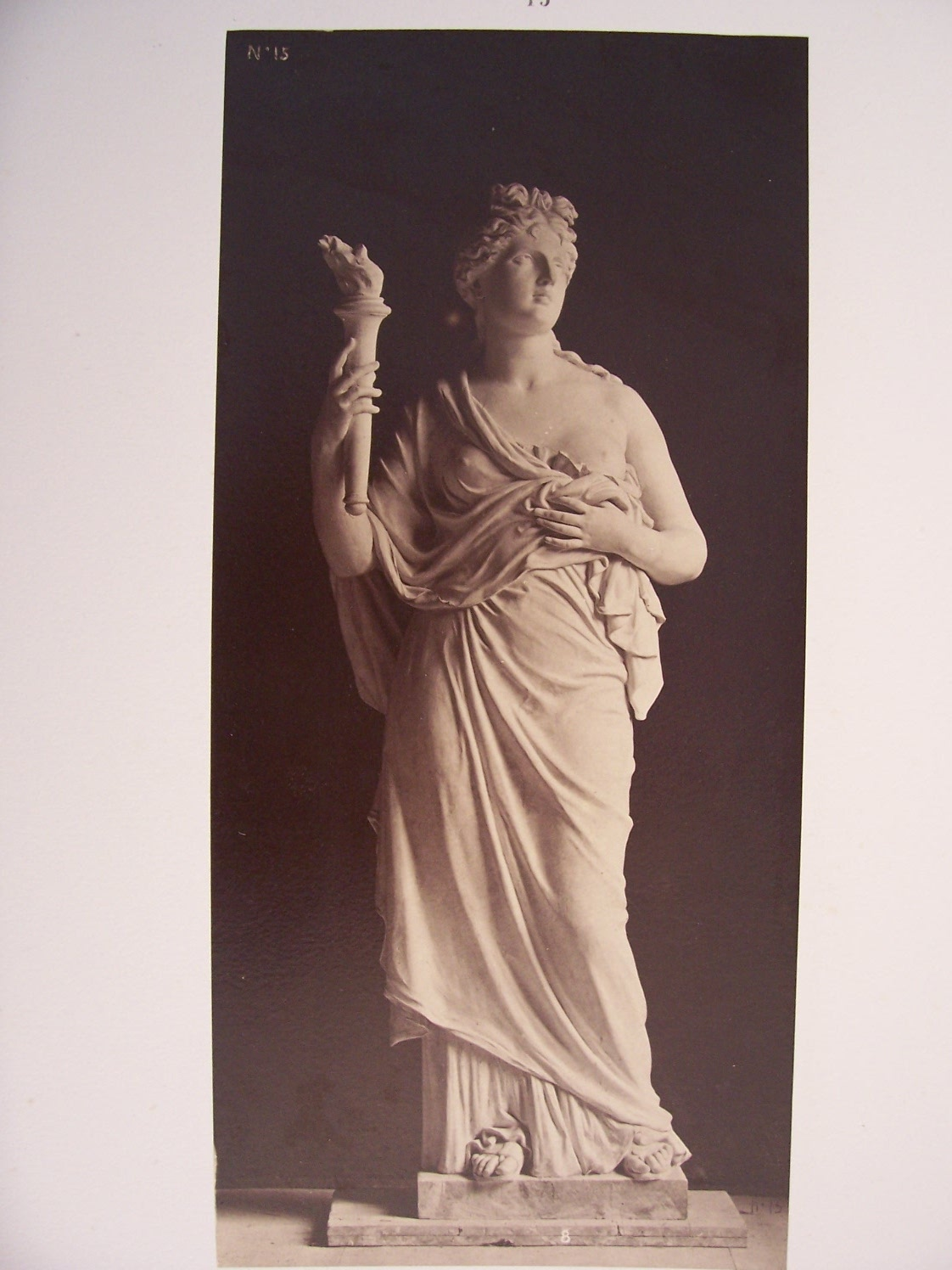
La Passion, 1875

- Angers, museo di belle arti: Jeune bouvier sonnant de la trompe, Salone del 1875, gesso.[3]
- Bordeaux, museo di Belle Arti: Vercingétorix, o Un Gaulois, statuetta in bronzo con patina scura. Il gesso originale venne esposto al Salone del 1888.[4]
- Moulins, museo Anne de Beaujeu:
  - Buste de Raphaël, dono di Marcel Début.[5]
  - Les Grecs et les Troyens se disputent le corps de Patrocle, bassorilievo in gesso, secondo posto al premio di Roma del 1851;[6]
- Parigi:
  - cimitero di Montmartre (diciannovesima divisione): Monumento funebre del dottor Palmier, busto in pietra, 0,58 m, innalzato dai suoi genitori e amici.[7][8]
  - municipio:
    - Charles Rollin, statua in pietra, facciata sulla place de l'Hôtel-de-Ville - Esplanade de la Libération, primo piano del padiglione del lato destro;[9]
    - François de La Rochefoucauld, statua in pietra, facciata sul quai de l’Hôtel-de-Ville, secondo piano del padiglione del lato destro.[10]

  - palazzo Garnier: statue decorative, inclusa La Passion, 1875, statua in marmo.
  - tribunale di commercio: otto cariatidi che sostengono la calotta a cassettoni della cupola.